# Pilokarpin
Pilokarpin je parasimpatomimetički alkaloid koji se dobija iz lišća tropskih američkih žbunova iz roda Pilocarpus. On je neselektivni agonist muskarinskog receptora u parasimpatičkom nervnom sistemu, sa terapeutskim dejstvom na muskarinski acetilholinski receptor M3. On se primenjuje topikalno, npr., u lečenju glaukoma i kserostomije.

## Literatura
- Cavalheiro, E. A. (1995). „The pilocarpine model of epilepsy”. The Italian Journal of Neurological Sciences. 16 (1–2): 33—37. PMID 7642349. doi:10.1007/BF02229072.
- Pathophysiology of Status Epilepticus Induced by Pilocarpine, central nervous system agents in medical chemistry, . 7 (1). 2007. Недостаје или је празан параметар |title= (помоћ)

## Spoljašnje veze
- Pilokarpin

|  | Molimo Vas, obratite pažnju na važno upozorenje u vezi sa temama iz oblasti medicine (zdravlja). |